# Ria-Mori (Ort, Maubisse)
Ria-Mori (Riamori, Rimori) ist eine osttimoresische Siedlung im Suco Maubisse (Verwaltungsamt Maubisse, Gemeinde Ainaro).

## Geographie und Einrichtungen
Ria-Mori befindet sich im Südosten der Aldeia Ria-Mori, auf einer Meereshöhe von 1650 m. Südlich fließt der Colihuno, ein Nebenfluss des Carauluns. Nordöstlich liegt der Ort Cano-Rema und südlich im Suco Horai-Quic das Dorf Hatussao.
In Ria-Mori steht eine Grundschule.